# Philippe Kantor
Philippe Kantor (nom chinois : 康多), né à Paris le 15 septembre 1953, est un traducteur et enseignant de chinois,, expert assermenté près la Cour d'appel de Paris,, agréé par la Cour de cassation.
Il dirige l'agence de traduction multilingue IDEM,, fondée en 2012 avec Julie Auger-Kantor, et remplit régulièrement, à titre personnel, des missions de traduction et d'interprétation certifiées pour la justice au sein du Cabinet Kantor Traduction,.

## Biographie
Philippe Kantor obtient une maîtrise de chinois à l'université Paris VII puis un diplôme de l'Institut des langues de Pékin en 1975. En 1976, il passe le CAPES de chinois.
Il commence son activité d’interprète en 1974[réf. nécessaire] pour le Quai d'Orsay et pour la présidence de la République.
C’est en 1980 que Philippe Kantor commence sa carrière de traducteur. En 1990, il fonde l’agence de traduction multilingue Ici-Là-Bas qu’il dirige jusqu’en 2003. En 2004, il s'installe comme traducteur indépendant en tant que Cabinet Kantor Traduction,. En 2012, il fonde avec Julie Auger-Kantor l’agence de traduction multilingue IDEM. Il est jusqu'en 2017 membre du Bureau de l'UCECAP (Union des Compagnies d'Experts Près la Cour d'Appel de Paris) et administrateur, membre du Conseil d'administration du CNCEJ (Conseil National des Compagnies d'Experts de Justice).

## Compagnie des Experts Traducteurs Interprètes
Philippe Kantor est de 2011 à 2017 président de la Compagnie des Experts Traducteurs Interprètes en Exercice près de la Cour d’Appel de Paris (CETIECAP),,.
Depuis 1992, il a le titre d’expert traducteur-interprète de chinois, assermenté près la Cour d’appel de Paris, titre renouvelé en novembre 2014.

## Enseignement du chinois
En 1977, il crée un enseignement de chinois dans l’académie d'Aix-Marseille. Il est ensuite professeur de chinois à Saint-Germain-en-Laye.
En 1979, Philippe Kantor est l'auteur de la méthode « Le Chinois sans peine » publiée par Assimil.
La première édition de la méthode, parue en 1981, prévoit d’apprendre le chinois rapidement par une phase active et une phase passive,. Dans la phase passive, l'écoute quotidienne est privilégiée, afin de faciliter la compréhension orale de la langue. Dans la phase active, le lecteur développe des bases de grammaire et un vocabulaire important de manière à maîtriser les outils de conversation orale. La méthode Assimil est une des premières méthodes de chinois créées en France.
L’expertise de Philippe Kantor dans l’apprentissage du chinois avait débuté dès 1977 lorsqu’il a monté un cours de chinois par correspondance pour le CNTE-CNED[réf. nécessaire]. Il avait également conçu un cours de chinois à distance pour France Culture en 1980[réf. nécessaire].

## Publications
- Le Chinois sans peine, tome 1, Assimil, 1981, (2e édition  1997),  (ISBN 9782700521153), 450 p.
- Le Chinois sans peine, tome 2, Assimil, 1985,  (ISBN 9780828810043), 485 p.
- L’Écriture chinoise, Assimil, 1984, (2e édition 1996),  (ISBN 9782700505429), 264 p.
- Pour mieux connaître le chinois, Assimil Collection Bilingue, avec Dong Tianqi, 1989,   (ISBN 9782700501438), 113 p.
- Apprenez le chinois : Almanach, Éditions 365, 2005,   (ISBN 9782351551622) (OCLC 494600804)
- Le Chinois au quotidien : 365 leçons pour découvrir le chinois, Assimil, 2012,   (ISBN 9782700505641), 365 p.